# Stráňany
Stráňany (in ungherese Nagymajor) è un comune della Slovacchia facente parte del distretto di Stará Ľubovňa, nella regione di Prešov.